# Confessions of a Teenage Drama Queen (banda sonora)
Confessions of a Teenage Drama Queen es la banda sonora de la película Confessions of a Teenage Drama Queen, lanzado el 17 de febrero de 2004. El filme le permitió a la actriz, Lindsay Lohan, grabar cuatro canciones escritas para el filme, incluyendo Drama Queen (That Girl). El álbum ha vendido 650 000 copias, de acuerdo a Soundscan.

## Sencillo
Es el primer y único sencillo de la película. El video estrenó en la película y se lo promovió en Disney Channel. Debutó en Billboard Hot 100 en el #30 marcando esa su mejor posición, y también en el Canadian Hot 100 en la posición #81.
"A Day in The Life". Fue el segundo sencillo promocional estrenando el 27 de febrero. No ingresó en lista musicales, ya que no obtuvo una buena promoción. Pero si ingresó a Radio-Disney en la posición #4.

## Lista de canciones
1. "Drama Queen (That Girl)" - Lindsay Lohan (Pam Sheyne, Bill Wolfe)– 3:29
2. "Ready" - Cherie– 3:22
3. "Ladies Night" - Atomic Kitten featuring Kool & the Gang – 3:06
4. "Perfect (Acoustic Version) - Simple Plan– 4:07
5. "Tomorrow" - Lillix– 3:39
6. "What Are You Waiting For" - Lindsay Lohan (Bridget Benenate;Matthew Gerrard;Steve Booker) – #3:19
7. "Na Na" - Superchick – 3:45
8. "1, 2, 3" - Nikki Cleary– 3:28
9. "Don't Move On/Living For the City/Changes" Medley - Lindsay Lohan (David Bowie;Marty #Blasick;Stevie Wonder) – 2:22
10. "Boom" - Fan 3 – 3:20
11. "A Day in the Life" - Lindsay Lohan (James Scoggin, Samantha Moore, Kirk Miller)– 3:19
12. "The Real Me" - Alexis – 4:22
13. "Un-Sweet Sixteen" - Wakefield – 2:55
14. "Only In the Movies" - Diffuser– 2:55